# Ranunculus glareosus
Ranunculus glareosus Hand.-Mazz. – gatunek rośliny z rodziny jaskrowatych (Ranunculaceae Juss.). Występuje endemicznie w Chinach, we wschodniej i południowej części prowincji Qinghai, w zachodnim Syczuanie oraz północno-zachodniej części Junnanu. 

## Morfologia
PokrójBylina o lekko owłosionych pędach. Dorasta do 3,5–15 cm wysokości.
LiścieSą trójdzielne. Mają kształt od owalnego do pięciokątnego. Mierzą 0,5–2 cm długości oraz 0,5–2 cm szerokości. Są skórzaste. Nasada liścia ma sercowaty kształt. Ogonek liściowy jest nagi i ma 1,5–7,5 cm długości.
KwiatySą pojedyncze. Pojawiają się na szczytach pędów. Mają żółtą barwę. Dorastają do 10–23 mm średnicy. Mają 5 eliptycznych działek kielicha, które dorastają do 4–5 mm długości. Mają 5 owalnych płatków o długości 5–10 mm.
OwoceNagie niełupki o jajowatym kształcie i długości 2–3 mm. Tworzą owoc zbiorowy – wieloniełupkę o jajowatym kształcie i dorastającą do 5–6 mm długości.

## Biologia i ekologia
Rośnie na skalistych zboczach. Występuje na wysokości od 3900 do 4800 m n.p.m. Kwitnie od czerwca do sierpnia. Latem preferuje stanowiska w cieniu. Dobrze rośnie na wilgotnym i próchnicznym podłożu.